# Giovanni Sorba
Giovanni Sorba (Cellarengo, 21 maggio 1911 – Gerona, 4 febbraio 1939) è stato un militare italiano, decorato di medaglia d'oro al valor militare alla memoria nel corso della guerra di Spagna.

## Biografia
Nacque a Cellarengo (provincia di Asti) il 21 maggio 1911, figlio di Battista e Agnese Mignatta. Abilitato all'insegnamento come maestro elementare, studiò anche ragioneria e fu impiegato nella Filiale Fiat di Torino. Dopo aver prestato servizio militare nel Regio Esercito dal marzo 1932 all'agosto 1933 nelle file della 8ª compagnia di sanità, nel novembre 1935 fu ammesso a frequentare il corso allievi ufficiali di complemento istituito presso il 94º Reggimento fanteria "Messina" di stanza a Fano e nel giugno 1936 fu nominato sottotenente] di complemento nel 91º Reggimento fanteria "Basilicata". Il 14 aprile 1938 fu richiamato in servizio attivo a domanda e partì volontario per la guerra di Spagna. Una volta giunto in Spagna fu assegnato alla 3ª compagnia "Folgore"  del 2º Reggimento d'assalto della 4ª Divisione fanteria "Littorio".
Il 21 luglio 1938 fu gravemente ferito a Benafer, presso Valencia, ma dopo la convalescenza rinunciò a rimpatriare e fu proposto per la medaglia d'argento al valor militare sul campo per il suo comportamento eroico a Seròs il 23 dicembre 1938. 
Il 4 febbraio 1939, sempre col grado di sottotenente di complemento (negli ultimi tempi era stato incorporato nel II Reggimento della divisione d'assalto "Littorio") si offrì volontario nella fase conclusiva della battaglia di Catalogna per conquistare la vecchia fortezza di Montjuïc a Gerona, presidiata da un grosso contingente delle Brigate Internazionali.
Con un attacco a sorpresa riuscì a mettere in fuga i difensori facendo numerosi prigionieri, fra cui alcuni ufficiali; sistemati a difesa gli uomini del suo plotone e salito in piedi sugli spalti per controllare la situazione, avvistò un altro gruppo di nemici sfuggiti alla cattura, ma in quel momento fu colpito al ventre da una raffica di mitragliatrice, morendo quasi subito.
Per il suo atto gli fu conferita la medaglia d'oro al valor militare e la Cruz de la guerra spagnola. Gli furono inoltre dedicate una via a Cellarengo e un'altra a Cortoghiana, frazione di Carbonia.
Un fratello ne fece esumare le spoglie dal Sacrario militare italiano di Saragozza e le fece tumulare il 18 maggio 2003 nella tomba di famiglia nel cimitero di Cellarengo.

### Annotazioni
1. ↑  Anche se la frase detta in punto di morte, attribuitagli nella motivazione, è contraddetta da alcune testimonianze dirette.

### Fonti
1. 1 2 3 4 5 6  Combattenti Liberazione.
2. ↑  Sandro Attanasio, Gli italiani e la guerra di Spagna. Mursia, 1974 (secondo Attanasio, Sorba era tenente al momento della morte, ma il sito della Presidenza della Repubblica lo indica come sottotenente di complemento). La versione ufficiale della sua morte venne tratta da Adelchi Albanese,  Nella bufera spagnola con le Camicie Nere della "Divisione d'assalto Littorio" . Bandettini, 1940.
3. ↑   SORBA Giovanni, Medaglia d'oro al valor militare, su quirinale.it. URL consultato il 18 dicembre 2011.
4. ↑  Registrato alla Corte dei conti addì 21 ottobre 1939, registro 38 Guerra, foglio 325.